# Paldau
Paldau är en ort och  kommun i distriktet Südoststeiermark i förbundslandet Steiermark i Österrike. 
Kommunen består av elva orter (Ortschaften) (inom parentes invånarantal 1 januari 2024) :

- Axbach (248)
- Häusla (127)
- Kohlberg (179)
- Oberstorcha (151)
- Paldau (964)
- Perlsdorf (328)
- Puch (402)
- Pöllau (96)
- Reith (123)
- Saaz (309)
- Unterstorcha (168)

Kommunen fick sin nuvarande form den 1 januari 2015 genom en sammanslagning av kommunerna Paldau och Perlsdorf samt delar av kommunerna Kohlberg och Oberstorcha.